# Ctenophorus maculatus
Ctenophorus maculatus — вид ігуаноподібних ящірок родини агамових (Agamidae). Ендемік Австралії. Раніше до цього виду включали низку підвидів, однак за результатами дослідження 2023 року вони були визнані окремими видами.

## Поширення й екологія
Ctenophorus maculatus мешкають на західному узбережжі Західної Австралії, на південь від затоки Шарк-Бей. Вони живуть на прибережних піщаних дюнах, порослих невисокою рослинністю, зокрема спініфексом, вересом та сухими чагарниками.